# يامبير هيرنانديز
يامبير هيرنانديز (مواليد 30 أغسطس 1984) هو ملاكم كوبي، مثّل بلاده في الألعاب الأولمبية الصيفية 2008.

## روابط خارجية
يامبير هيرنانديز على موقع أوليمبيديا (الإنجليزية)